# Ochthebius gibbosus
Ochthebius gibbosus es una especie de escarabajo del género Ochthebius, familia Hydraenidae. Fue descrita científicamente por Germar en 1824.
Se distribuye por Alemania (Baviera, Irschenberg). Mide 1,2-1,4 milímetros de longitud.